# Bruno Julliard

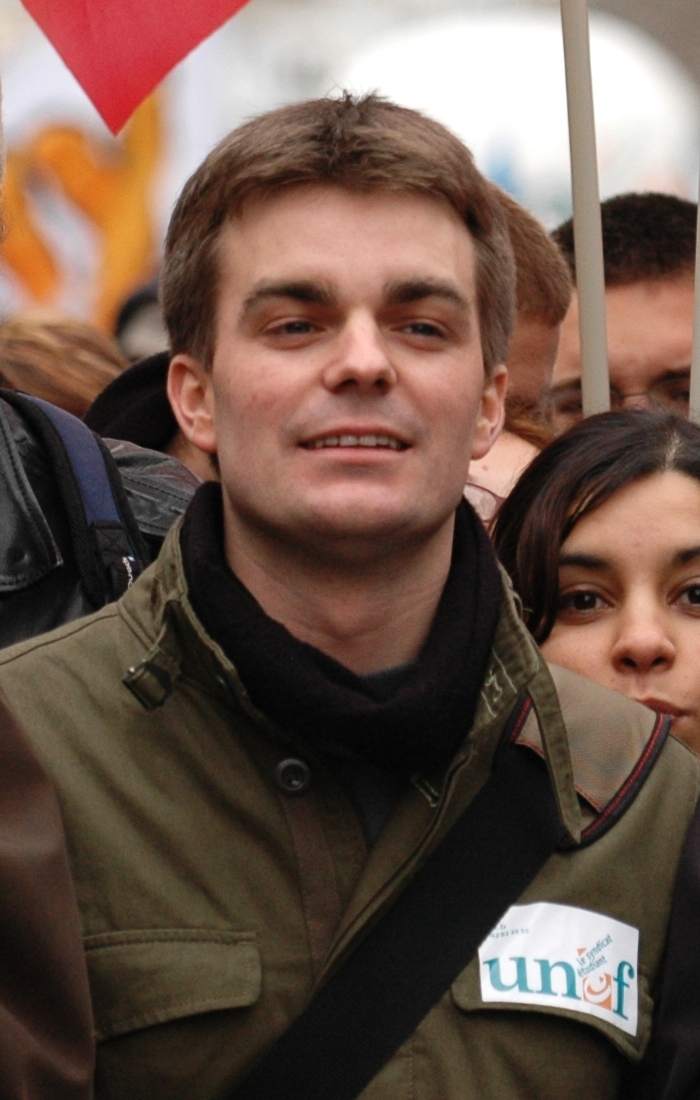
Bruno Julliard im März 2006

Bruno Julliard oder Bruno Julliard-Landau (* 1981 in Puy-en-Velay, Département Haute-Loire) ist ein französischer Politiker. Vom 5. April 2014 bis zu seinem Rücktritt am 17. September 2018 war er Premier Adjoint und damit Stellvertreter der Pariser Bürgermeisterin Anne Hidalgo.
Bruno Julliard studierte ab 1999 Öffentliches Recht an der Universität Lyon. Er war von 2005 bis 2007 Vorsitzender der Union nationale des étudiants de France (UNEF), des größten Studentenverbandes in Frankreich. In dieser Zeit wurde er durch die studentischen Proteste gegen den Ersteinstellungsvertrag (CPE) bekannt, deren Galionsfigur er darstellte.
Seit 2008 gehört Julliard für den Parti Socialiste dem Pariser Stadtrat (Conseil de Paris) an. Ab 2008 war er Beigeordneter des Pariser Bürgermeisters Bertrand Delanoë, zunächst zuständig für Jugend, ab 2012 für Kultur. Nach der Kommunalwahl 2014 wurde er zum Ersten Beigeordneten und damit zum Stellvertreter von Bürgermeisterin Anne Hidalgo gewählt; er blieb weiterhin für Kultur verantwortlich.
Im September 2018 trat er von seinen Ämtern im Pariser Rathaus zurück und gab als Grund dafür strategische Differenzen mit der Bürgermeisterin Hidalgo an.